# Hjulning
För manövern hjulning med flygplan, se avancerad flygning.

Animation över hjulning.

Hjulning är en gymnastisk övning där man kastar sig åt sidan och landar på händer med benen graciöst uppåt och slutligen landar på fötterna.